# Altitudo divini consilii

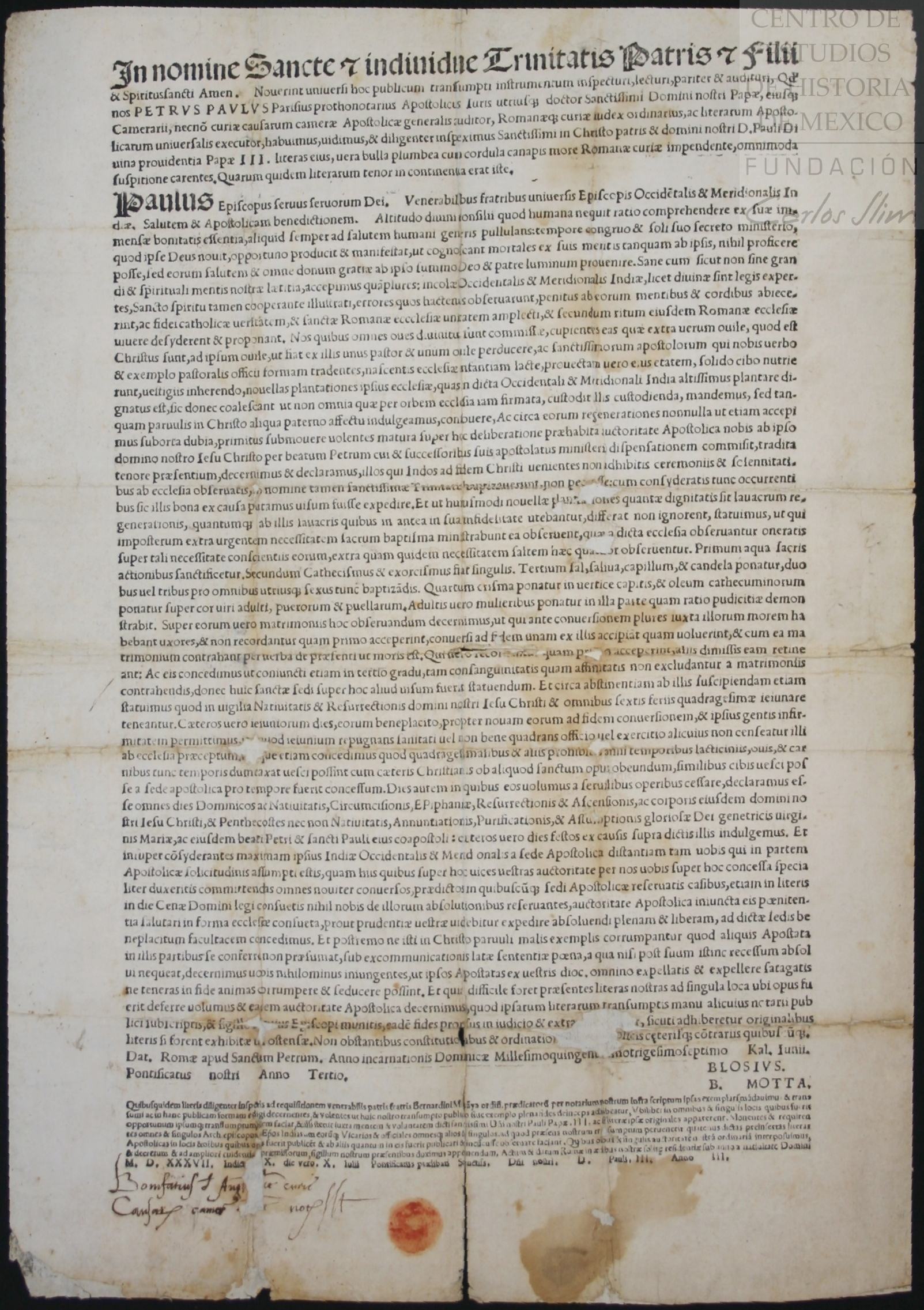
Altitudo divini consilii nella sua versione originale.

Altitudo divini consilii è un breve apostolico di papa Paolo III del 1 giugno 1537, redatta a seguito della bolla Veritas Ipsa), con il quale il pontefice condannò il commercio degli schiavi. Nello stesso documento esortò i Francescani, giunti per primi nelle terre del Nuovo Mondo appena sottomesse al Regno di Spagna, a battezzare gli indios.